# Убавкич, Петар

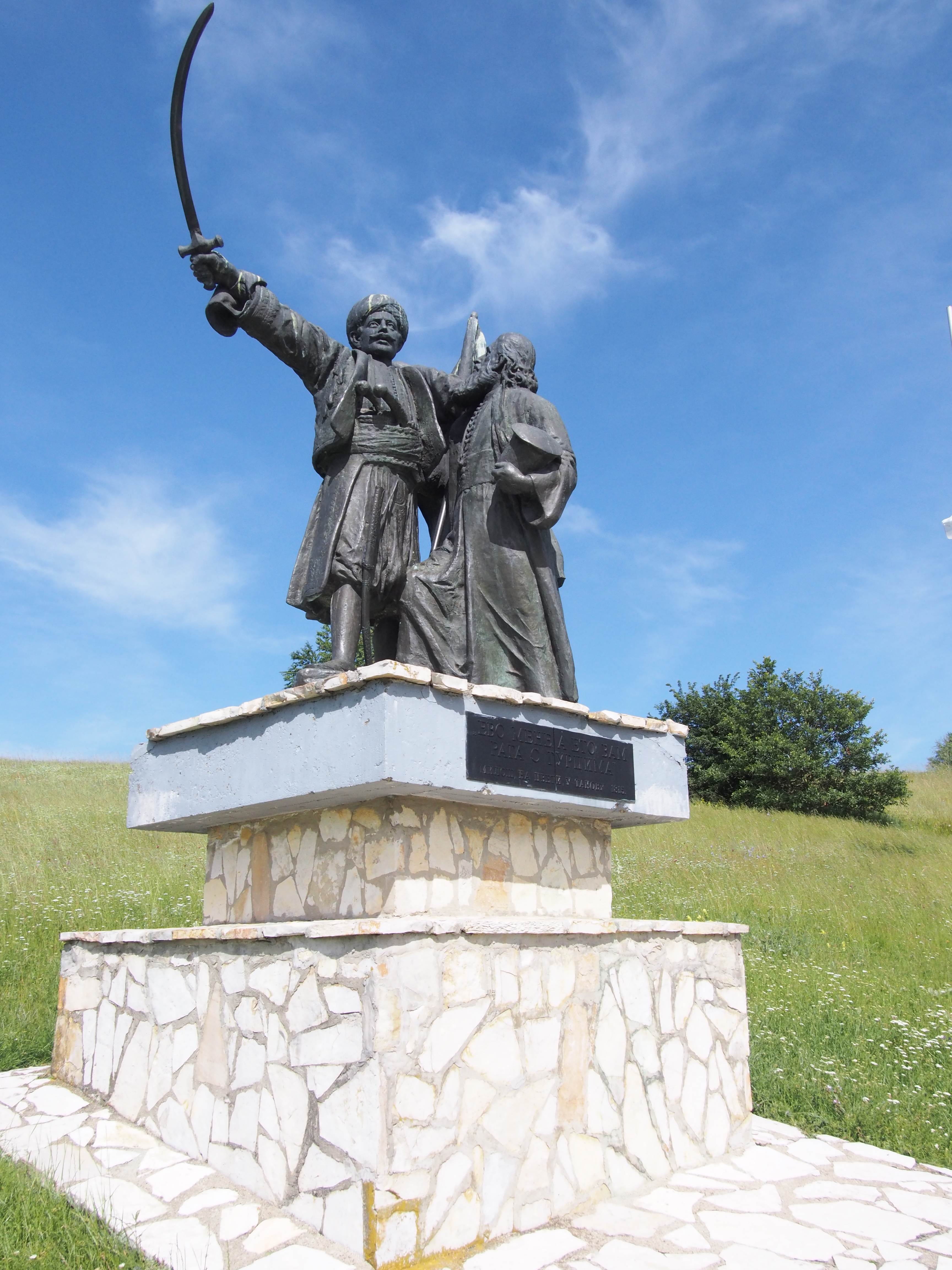
Памятник князю Милошу Обреновичу и архимандриту Мелентию (Таковскому собранию)

Петар Убавкич (серб. Петар Убавкић; 12 апреля 1852, Белград — 28 июня 1910, там же) — сербский скульптор и художник. Почётный член Сербской академии наук и искусств (с 1892). Один из основателей сербской скульптуры.

## Биография

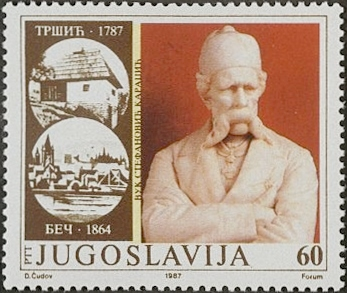
Бюст Вука Караджича работы П. Убавкича на почтовой марке Югославии. 1987 г.

С детства отличался художественным талантом. После окончания 4-х классов гимназии, получил государственную стипендию, и с 1866 года также изучал иконографию под руководством итальянского художника, жившего в Белграде. Позже продолжил обучение искусству в Панчево. В 1873 году отправился в Вену для изучения навыкам скульптурного искусства. Из-за слабого здоровья вернулся в Белград. Получив новую государственную стипендию, в 1874 году Убавкич продолжил учёбу в престижной Баварской школе декоративно-прикладного искусства в Мюнхене. После начала сербско-турецкой войны вернулся на родину. Занялся преподаванием.
В 1878—1882 годах обучался скульптуре в Риме в институте изящных искусств Св. Луки (Regio Istituto di Belle Arti S. Luca).
Оставался в Риме до 1889 года, затем вернулся в Белград, где работал учителем лепки, затем учителем рисования и каллиграфии женской гимназии.
В январе 1883 года стал членом Сербского научного общества. Один из основателей Общества сербских художников Лада.

## Творчество
Считается пионером академического скульптурного искусства в новейшей истории Сербии. Автор многих памятников, среди его самых известных работ князю Милошу Обреновичу и архимандриту Мелентию (Таковскому собранию). Оригинал памятника был сооружён для Всемирной выставки в Париже 1900 года, бронзовые бюсты Доситея Обрадовича, Вука Караджича и Йосифа Панчича, князя Милоша и Шуры Даничича.
Выставлялся на международных выставках в Париже (1889 и 1900).
П. Убавкич умер в Белграде и был похоронен на Новом кладбище.